# Populierenweg

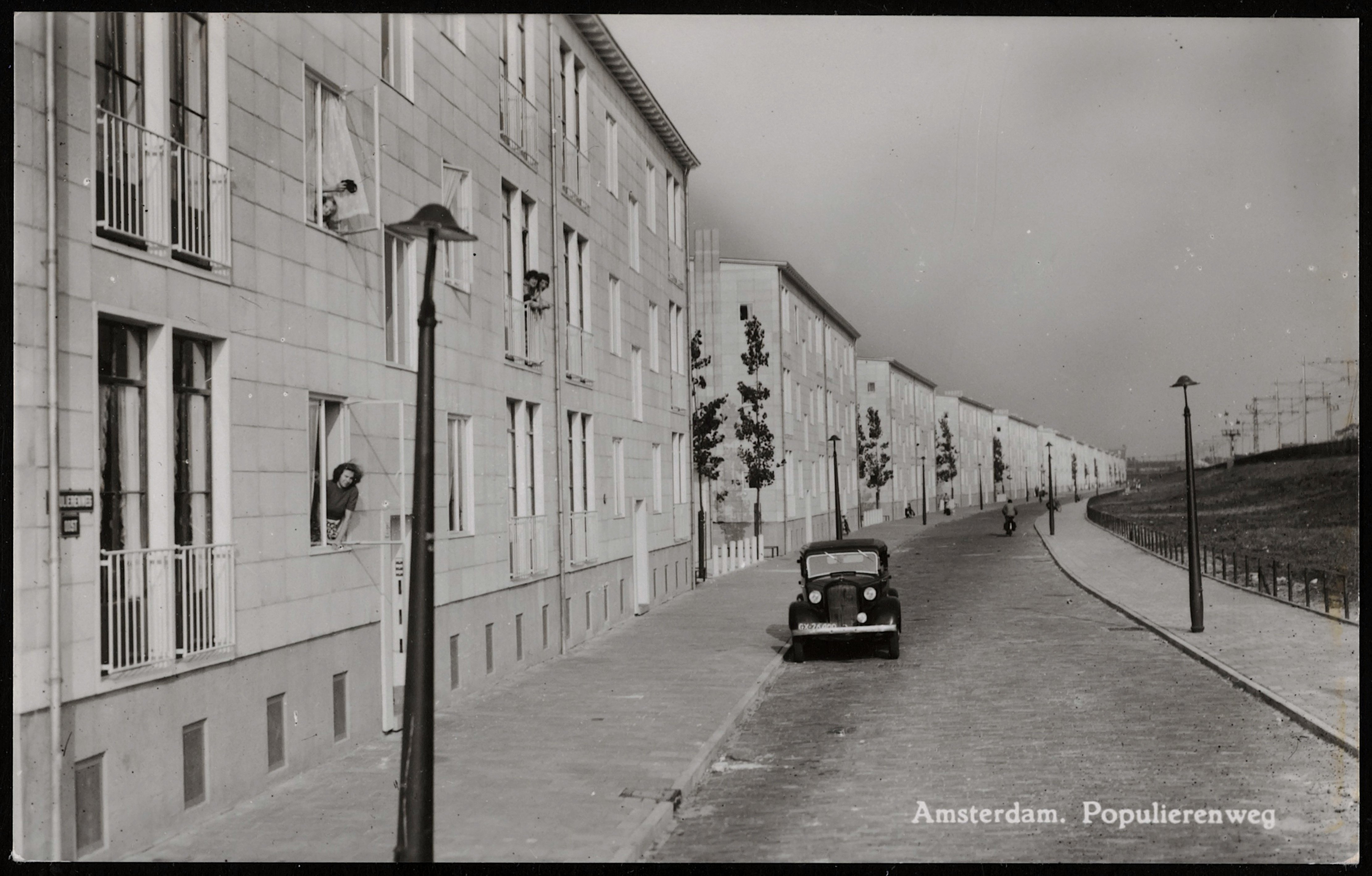
Populierenweg na oplevering (vermoedelijk jaren 50)

De Populierenweg  is een straat in Amsterdam-Oost.

## Geschiedenis
Oorspronkelijk lag hier de laaggelegen verbindingsspoorbaan tussen de spoorlijn Amsterdam–Utrecht, die tot 1939 aan het Station Amsterdam Weesperpoort eindigde, en de route naar het Station Amsterdam Centraal en het Oostelijk Havengebied. Naast deze viersporige spoorbaan lagen al sinds 1881 aan de noordzijde ook nog de sporen van de Gooische Stoomtram tussen de genoemde sporen en de Vrolikstraat (komend van en gaand met een haakse bocht over de treinsporen naar de Linnaeusstraat). Het enkelspoor vanuit de richting Amsterdam werd na de Iepenweg dubbelspoor tot voor de Linnaeusstraat. De achtertuintjes van de Vrolikstraat sloten direct aan op de sporen van die Gooische Stoomtram.
Een gepland Station Oosterpark aan deze verbindingsbaan tussen Beukenweg en Linnaeusstraat kwam er uiteindelijk niet en in het kader van de Spoorwegwerken Oost werd de spoorbaan op een dijklichaam gebracht. Hiertoe moesten de sporen naar het noorden worden verlegd om ruimte te maken voor de bouw van de spoordijk. Na het gereed komen van de werken in 1939 verdwenen de laaggelegen sporen maar ook de sporen van de Gooise tram. Het lag in de bedoeling deze via de Hugo de Vrieslaan te verleggen naar het nieuwe station Amsterdam Amstel. Er werd echter uiteindelijk voor gekozen de tram te vervangen door een bus.

## Straat
Door het verdwijnen van de vier sporen kwam ruimte vrij voor woningbouw en een nieuwe straat. De straat kreeg per raadsbesluit van 25 januari 1950 haar naam, een vernoeming naar de populier. In dezelfde buurt zijn meerdere straten en pleinen vernoemd naar bomen. De straat is ca. 850 meter lang.
De straat begint in het westen ten noorden van de spoordijk bij een hondenuitlaatplaats bij de Platanenweg en Olmenweg. De straat loopt verder oostwaarts, kruist de Beukenweg, Eikenweg en Linnaeusstraat en gaat daar over in het Oetewalerpad, vernoemd naar het vroegere dorp Oetewaal. Tot 7 juli 1954 maakte ook de Olmenweg deel uit van de Populierenweg; er was een herdefiniëring. De straat met aan beide kanten een trottoir is verkeersluw en kent verkeersdrempels. Tussen straat en dijklichaam ligt vanaf de aanleg een groenstrook. 

## Gebouwen
De bebouwing, een vroeg voorbeeld van stadsverdichting, stamt uit begin jaren vijftig en bestaat uit veertien blokjes van drie etages met per blok twee portieken met in totaal twaalf woningen. Tussen deze blokjes staan tien kleine lage blokjes met slechts één etage met twee woningen met een kleine voortuin. De woningen zijn ontworpen door J.F. Berghoef en Henry Zwiers en behoren tot de zogenaamde Airey-woningen, van prefab-elementen snel te bouwen woningen in tijden van woningnood. Ten tijde van de bouw werden stalen skeletten neergezet, die in de volksmond "vogelkooien" werden genoemd. De blokjes hebben aan de kant van de straat een klein Frans balkon en waren van oorsprong grijswit. Die afwijkende kleurstelling valt ook in de 21e eeuw op. De meeste woningen in de buurt zijn traditioneel uit het veel donkerder baksteen opgetrokken. De woningen zijn minstens eenmaal gerenoveerd ter vermindering van tocht en vocht. De huisnummers lopen van 5-86C met daarbij de toevoegingen A, B en C. 
Het laatste blok bij de Linnaeusstraat met de huisnummers 87-90 is in dezelfde tijd gebouwd, maar kreeg een geheel andere bouwstijl mee. Het betreffen hier (de toegangen tot) bovenwoningen aan de Linnaeusstraat 38-44.

## Kunst
Bij één van de renovaties is een soort kunstwerk op de gevels geplaatst. Het bestaat uit gekleurde blokken direct aangebracht op de gevel. Aan het westeinde van de straat staat een zalmkleurig woonblok, waarbij het eind langzaam in grijswit overgaat. Gedurende het traject veranderen de kleuren van de flats geleidelijk, afhankelijk van de hoeveelheid beschilderde vlakken in de gevels. 

## Afbeeldingen

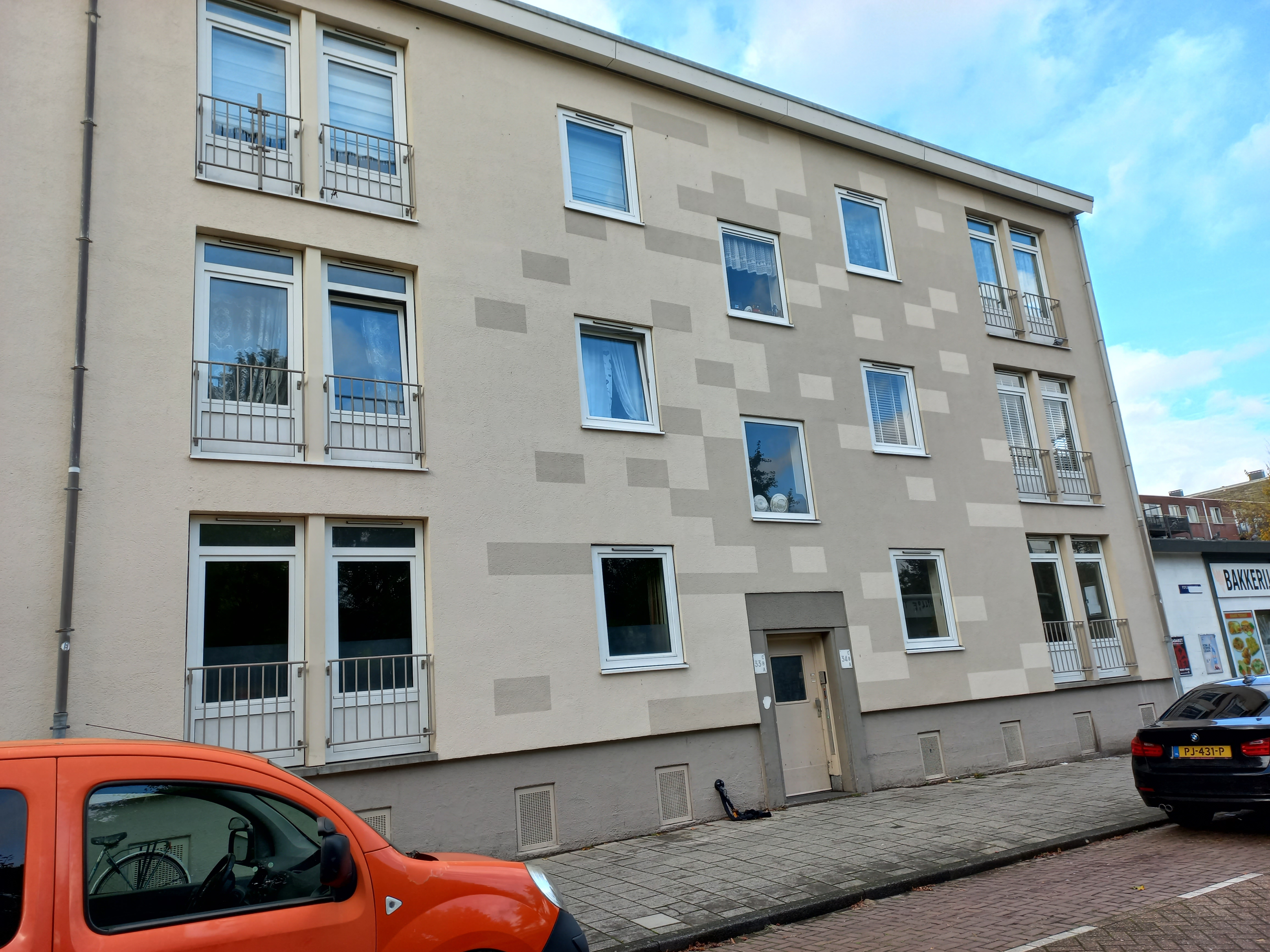
Gevlekte flat (oktober 2022)
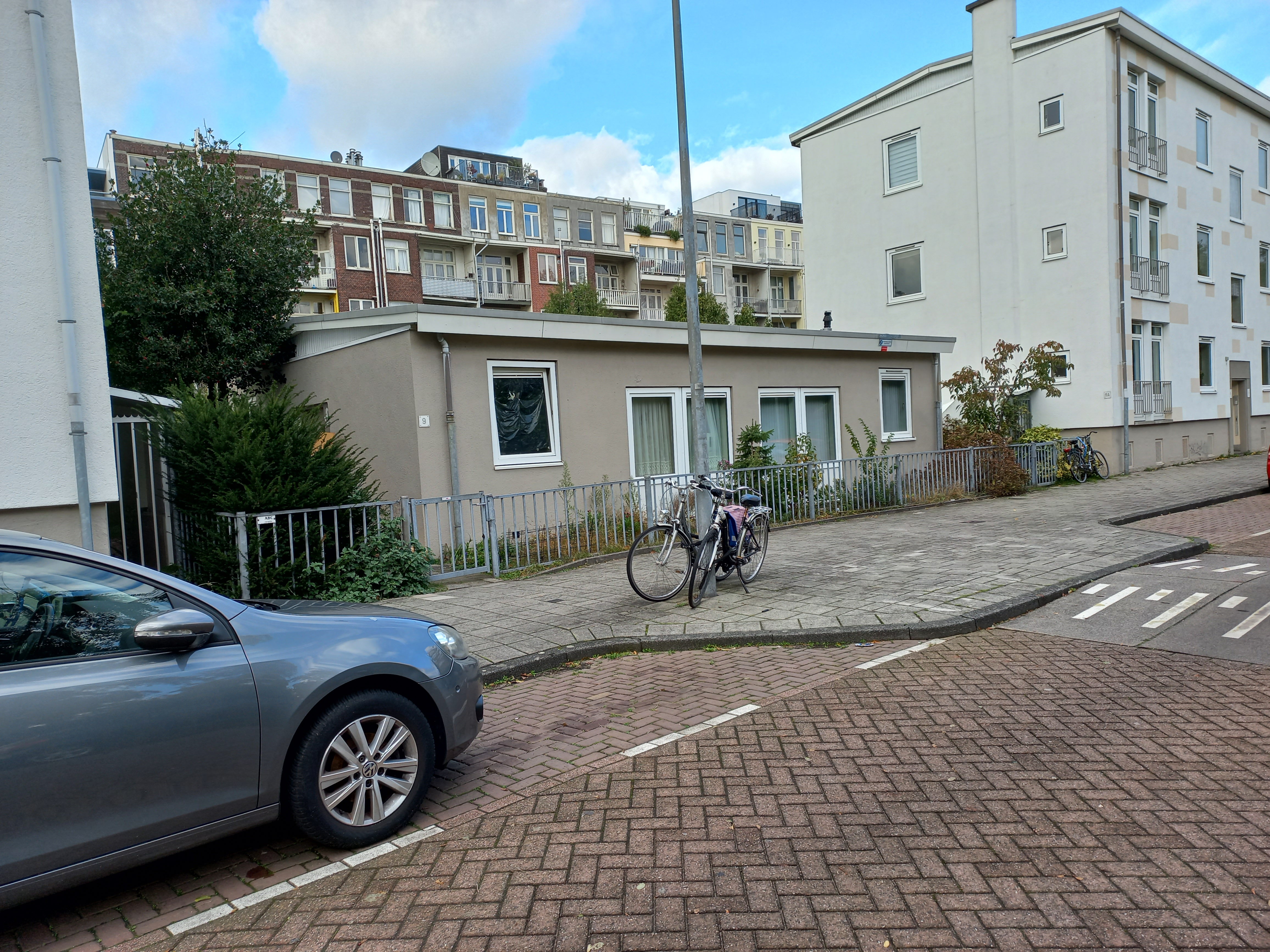
Blokje laagbouw met achtergevels Vrolikstraat (oktober 2022)
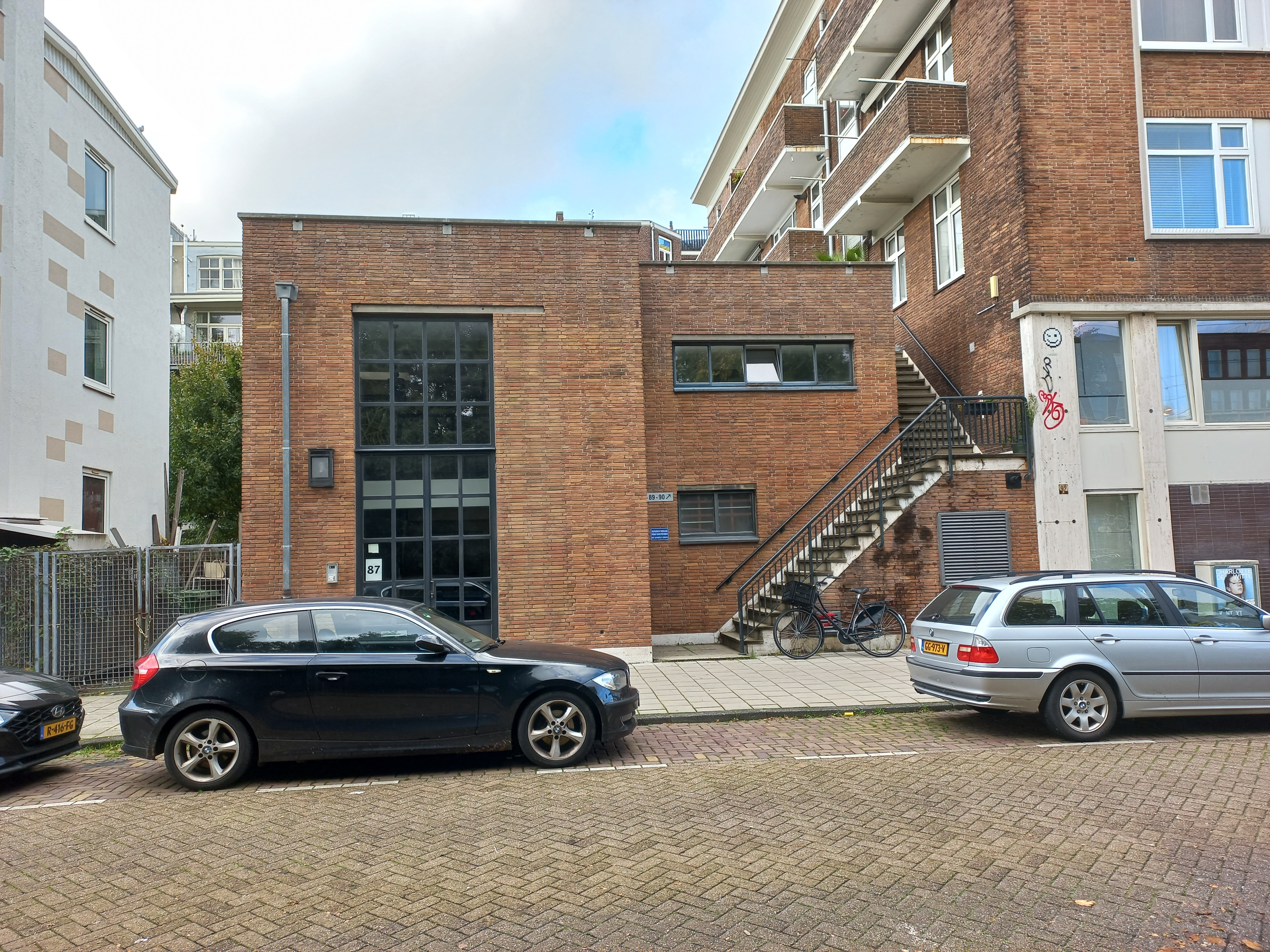
Ingang Populierenweg 87-90, met links nog gespikkelde flat (oktober 2022)
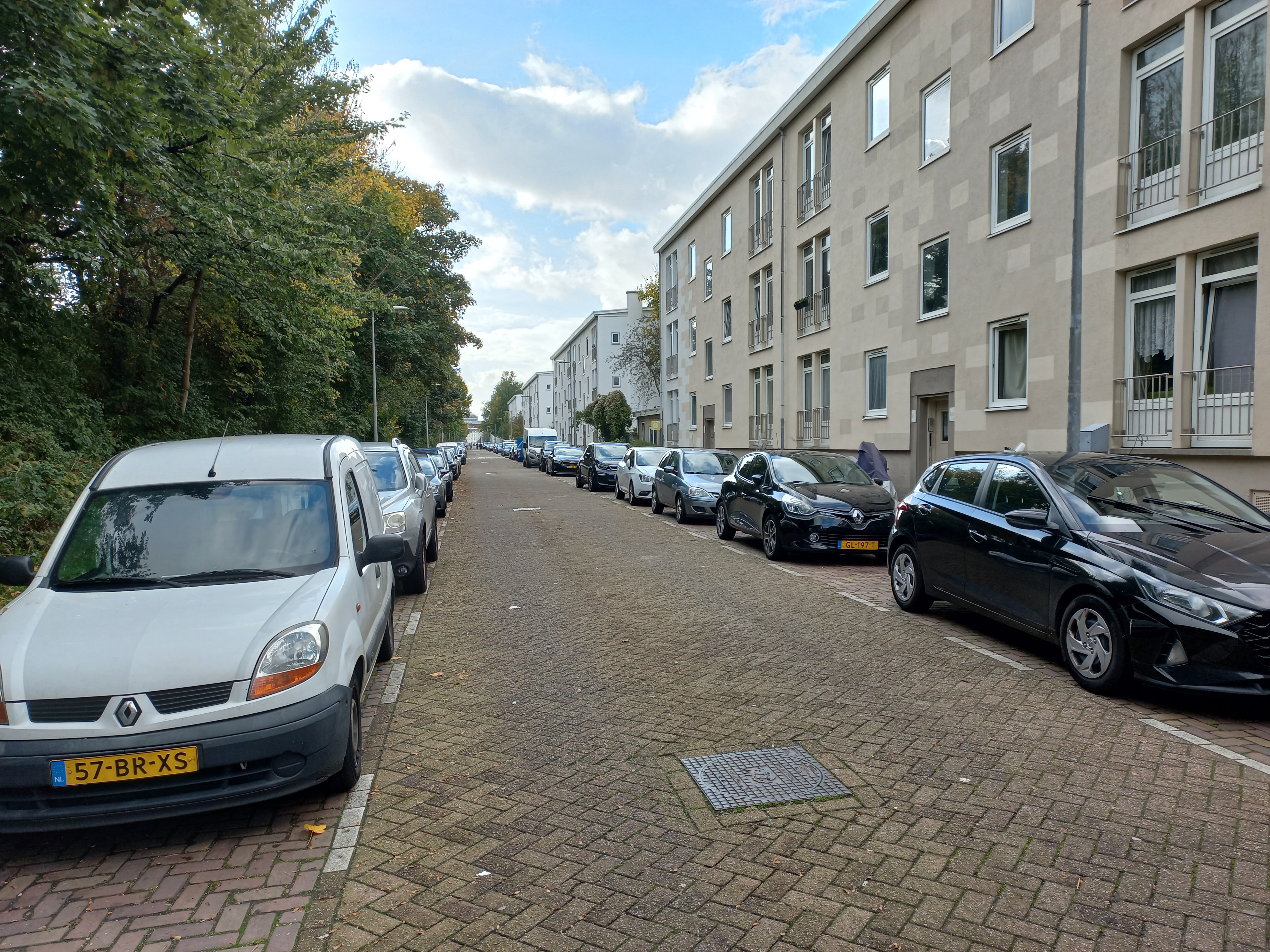
Doorkijk Populierenweg van oost naar west (oktober 2022)